# Canadian Idol
Canadian Idol è stato un talent-show canadese mandato in onda tra il 2003 ed il 2008.

## Finalisti
| Anno | Vincitori      | Secondi         |
| ---- | -------------- | --------------- |
| 2003 | Ryan Malcolm   | Gary Beals      |
| 2004 | Kalan Porter   | Theresa Sokyrka |
| 2005 | Melissa O'Neil | Rex Goudie      |
| 2006 | Eva Avila      | Craig Sharpe    |
| 2007 | Brian Melo     | Jaydee Bixby    |
| 2008 | Theo Tams      | Mitch MacDonald |